# Джозеф Філдінг Сміт Старший
Джозеф Філдінг Сміт Старший (англ. Joseph Fielding Smith, Sr.; нар. 13 листопада 1838, Фар Вест, Міссурі, США — †19 листопада 1918, Солт-Лейк-Сіті, США) — шостий президент Церкви Ісуса Христа Святих останніх днів, племінник Джозефа Сміта.

## Біографія
Син Гайрума Сміта і Мері Філдінг Сміт. Народився, коли його батько був у в'язниці. Потім родина переїхала в Наву, а в 1844 році Джозеф й Гайрум Сміти були вбиті натовпом. У 1846 році овдовіла Мері разом з дітьми переїжджає в Юту і в 1952 році помирає.
У віці 13 років Джозеф був хрещений, а в 15 років направлений як місіонер на Гаваї. Після цього він неодноразово брав участь у проповіді вчення мормонів в різних країнах. У 27 років Джозеф Філдінг Сміт був посвячений в апостоли і служив радником при декількох президентах Церкви. Після смерті Лоренцо Сноу в 1901 році був покликаний стати наступним главою Церкви.

## Діяльність як президента церкви
Ставши керівником церкви, Джозеф Філдінг Сміт зайнявся роботою з придбання місць, пов'язаних з історією мормонів такі як: в'язниця в місті Картідж, місце, де знаходився храм в місті Індепенденс, ферму сім'ї Джозефа Сміта, а також гай, де у засновника руху були перші видіння.
При Джозефі Філдінгу були закладені кілька нових храмів, започатковано практику обов'язкового щотижневого сімейного вечора.

## Приватне життя
У 1859 році Джозеф Філдінг Сміт одружився зі своєю двоюрідною сестрою Лівайрою. Дітей від цього шлюбу не мав. Після того, як у церкві мормонів було введено багатоженство, Лівайра відмовилася прийняти цю практику і розлучилася з Джозефом у 1868 році.
Крім неї Сміт мав ще п'ять дружин, у шлюбах з якими народилося сорок три дитини.